# Цезский язык
Це́зский (дидо́йский) язык (цез. цезйас мец, цез мец) — язык цезов (дидойцев), распространённый в Цунтинском районе (48 сел) Дагестана. Также язык используется в дагестанских сёлах: Хушет (Цумадинский район),  Муцаул (Хасавюртовский район), Комсомольское (Кизилюртовский район) и Выше-Таловка (Кизлярский район); группы носителей отмечены также в Грузии и Турции. Относится к цезским языкам, входящим в состав аваро-андо-цезской ветви нахско-дагестанской языковой семьи.
По переписи 2021 года цезским языком владеют 14 249 человека, из них 14 183 — в Дагестане.

## Письменность
Как и остальные цезские, язык бесписьменный, преимущественно бытового общения. В качестве литературных используются русский и аварский. Вместе с тем филологами признается факт права каждого народа в РФ (в том числе цезского) на обучения родному языку в закрепленной в Законе о языках РФ.  
С 1993 года идёт внедрение алфавита на кириллической основе. Алфавит был предложен М. Е. Алексеевым:
| А а   | Ā ā   | Б б | В в   | Г г   | Гъ гъ | Гь гь | Д д   | Е е   | Ё ё   | Ж ж |
| З з   | И и   | Й й | К к   | Къ къ | Кь кь | КӀ кӀ | Л л   | Лъ лъ | ЛӀ лӀ | М м |
| Н н   | О о   | П п | ПӀ пӀ | Р р   | С с   | Т т   | ТӀ тӀ | У у   | Ф ф   | Х х |
| Хъ хъ | ХӀ хӀ | Ц ц | ЦӀ цӀ | Ч ч   | ЧӀ чӀ | Ш ш   | Э э   | Ю ю   | Я я   | '   |

В цезском букваре 2023 года издания присутствует также буква ГӀ гӀ.

## Фонетика
В цезском языке 48 фонем - 34 согласных и 14 гласных.
Гласные. Система вокализма характеризуется наличием простых гласных: а, и, е (э), у, о; фарингализованных: аӀ, иӀ, еӀ, уӀ, оӀ; умлаутированно- го - аь; долгих - а, ё, аь.
Согласные. Консонантный состав цезского языка имеет свои общие и отличительные особенности с другими дагестанскими языками. Общими для цезского и дагестанского языков являются: 1) наличие смычно-гортанных или абруптивов; 2) наличие согласных глубокозаднего образования или увулярных; 3) наличие фарингальных и ларингальных согласных; 4) наличие, также как и в аваро-андо-цезских языках, латеральных согласных. Отличительными особенностями являются: 1) отсутствие геминированных согласных; 2) отсутствие щелевого заднеязычного хь (хь > к); 3) широкое употребление ларингального ъ, абруптива пI и аффрикаты лI в отличие от аваро-андийских языков. В некоторых говорах собственно цезского диалекта, а также сагадинском диалекте налицо лабиализованные согласные гъв, кӀв, дв, кв, хв, св. 
Переднеязычные дорсальные смычные д, т, тI также образуют троичную систему и представлены почти во всех позициях слова. Функциональная нагрузка этих согласных одинакова. Например: тутурикӀа "грязнить", ту "рассол", тӀахӀу "петля", "узел", тӀетӀа  "доить", дидийу "какой", гьудеси "завтрашний", гед "платье", "рубашка", гедо "обувь".

## Падежи
Восемь синтаксических и намного большее число местных падежей, которые делятся на три группы: размещения, ориентации и направления. Всего в цезском 64 падежа, больше, чем в табасаранском. Ещё больше падежей только в искусственных языках, например, в ифкуиле (81).
Цезский является эргативным-абсолютивным языком. Это означает, что он не различает субъект в предложении с непереходным глаголом и объект в предложении с переходным глаголом и при этом оба ставятся в абсолютив; действующее лицо в предложении с переходным глаголом ставится в эргатив.

## Диалекты
В цезском языке выделяются пять диалектов - кидеринский, шаитлинский, асахский, шапихский, сагадинский.  Также в цезском языке есть многочисленные говоры и подговоры. Они различаются по фонетическим, морфологическим и лексическим признаками.